# Idiocera (Idiocera) metatarsata
Idiocera (Idiocera) metatarsata is een tweevleugelige uit de familie steltmuggen (Limoniidae). De soort komt voor in het Oriëntaals gebied.